# Anemoreia
Anemoreia (altgriechisch Ἀνεμώρεια Anemṓreia), später Anemoleia (Ἀνεμώλεια Anemṓleia), war eine antike Stadt in der Phokis. Ihren Namen erhielt die auf einem Bergrücken gelegene Siedlung angeblich vom Duft der Winde des Parnass. Zuerst erwähnt wurde sie in Homers Schiffskatalog. Seit 457 v. Chr. bildete die Stadt die Grenze zu dem damals selbstständig gewordenen Delphi.
Die Lage der Stadt ist nicht genau bekannt. Von einigen Autoren wird sie im seit 1200 v. Chr. besiedelten Gebiet des heutigen Arachova vermutet, von anderen mit der spätmykenischen Siedlung und heutigen Ausgrabungsstätte Desfina-Kastrouli 4 km östlich von Desfina, einem Stadtteil von Delphi, identifiziert.